# جورج جيبسون (لاعب كريكت)
جورج جيبسون (بالإنجليزية: George Gibson)‏ (1827 - 5 سبتمبر 1910 في أستراليا) هو لاعب كريكت أسترالي. لعب مع فريق فكتوريا للكريكت.

## وصلات خارجية
- جورج جيبسون على موقع إي آس بي آن كريك إنفو (الإنجليزية)